# Середземноморський союз
Середземномо́рська у́нія (англ. Union for the Mediterranean, UfM; фр. Union pour la Méditerranée, араб. الإتحاد من أجل المتوسط, трансліт. Al-Ittiḥād min ajl al-Mutawasseṭ) — міжнародна організація, яка об'єднує 43 країни з Європи та Середземномор'я : 28 з них — нинішні та колишні держави-члени Європейського Союзу і 15 країн з Північної Африки, Близького Сходу та Балкан. Вона була створена в липні 2008 року, з метою продовження Барселонського процесу. Союз має на меті зміцнення стабільності і добробуту в усьому Середземноморському регіоні.

## Мета
Союз займається питаннями енергії та енергоносіїв, безпеки, боротьби з тероризмом, міграцією, торгівлею.

## Члени
| Українська назва     | оригінальна назва                          |
| -------------------- | ------------------------------------------ |
| Країни-члени ЄС      |                                            |
| Австрія              | Österreich                                 |
| Бельгія              | België / Belgique / Belgien                |
| Болгарія             | България                                   |
| Греція               | Ελλάδα                                     |
| Данія                | Danmark                                    |
| Естонія              | Eesti                                      |
| Ірландія             | Éire / Ireland                             |
| Іспанія              | España                                     |
| Італія               | Italia                                     |
| Кіпр                 | Κύπρος / Kıbrıs                            |
| Латвія               | Latvija                                    |
| Литва                | Lietuva                                    |
| Люксембург           | Lëtzebuerg / Luxemburg / Luxembourg        |
| Мальта               | Malta                                      |
| Нідерланди           | Nederland                                  |
| Німеччина            | Deutschland                                |
| Польща               | Polska                                     |
| Португалія           | Portugal                                   |
| Румунія              | România                                    |
| Словаччина           | Slovensko                                  |
| Словенія             | Slovenija                                  |
| Угорщина             | Magyarország                               |
| Фінляндія            | Suomi / Finland                            |
| Франція              | France                                     |
| Хорватія             | Hrvatska                                   |
| Чехія                | Česká republika                            |
| Швеція               | Sverige                                    |
| Інші країни-члени    |                                            |
| Албанія              | Shqipëria                                  |
| Алжир                | الجمهورية الجزائرية الديمقراطية الشعبية    |
| Боснія і Герцеговина | Bosna i Hercegovina / Босна и Херцеговина  |
| Велика Британія      | United Kingdom                             |
| Єгипет               | جمهورية مصر العربية                        |
| Ізраїль              | מדינת ישראל                                |
| Йорданія             | المملكة الأردنية الهاشمية                  |
| Ліван                | الجمهوريّة البنانيّة                         |
| Мавританія           | الجمهورية الإسلامية الموريتانية            |
| Марокко              | المملكة المغربية                           |
| Монако               | Principauté de Monaco/Principatu de Munegu |
| Палестина            | السلطة الوطنية الفلسطينية                  |
| Сирія                | الجمهورية العربية السورية                  |
| Туніс                | الجمهورية التونسية                         |
| Туреччина            | Türkiye                                    |
| Чорногорія           | Црна Гора / Crna Gora                      |
| Країни-спостерігачі  |                                            |
| Лівія                | الجمهورية الليبية                          |